# Integralismo Lusitano
Integralismo Lusitano (IL) es un movimiento político portugués que apoya el tradicionalismo, en oposición al conservadurismo, fundado en Coímbra en 1914, tuvo mucha actividad durante la Primera República Portuguesa. Se opone al sistema parlamentario con exclusividad de partidos ideológicos, prefiriendo la representación municipal. Está a favor de la descentralización, es sindicalista, católico y monárquico.
Al principio estaban a favor del último rey, Manuel II de Portugal, pero finalmente se negaron a apoyarlo a partir de 1920, tras los intentos de restauración en Monsanto (Lisboa) y en el norte del país (Monarquía do Norte). En cambio, depositaron sus esperanzas en el sobrino de Manuel, Miguel de Braganza.
Entre los miembros destacados del IL se encuentran António Sardinha, Alberto de Monsaraz, José Pequito Rebelo, José Hipólito Vaz Raposo, Luís de Almeida Braga, Leão Ramos Ascensão y Francisco Rolão Preto (Preto luego se da a conocer como líder del Movimento Nacional-Sindicalista, y oponente de António de Oliveira Salazar y de su régimen del Estado Novo). El movimiento se mantuvo activo durante el gobierno de Sidónio Pais (Sidonismo 1917-1918), al cual estuvo a favor, y apoyó la dictadura nacional establecida con el golpe de Estado del 28 de mayo de 1926. Cuando Don Manuel murió sin herederos en 1932, IL reunió a todos los movimientos monárquicos a favor de Don Miguel y sus descendientes.